# Mispel
Mispel (Mespilus germanica) er et lille, løvfældende træ med en malerisk, kroget vækst. Både stamme og grene er meget krogede. Mispel har karakteristiske frugter, der ligner stenhårde, brune tjørnebær i overstørrelse.

## Beskrivelse
Barken er først grågrøn og filthåret. Senere bliver den grå med forskellige toninger i brunt og med svagt farvede, lysebrune korkporer. Bladarrene er smalle og seglformede. Til sidst er barken gråbrun og opsprækkende. Frøplanter er tornede. Knopperne er spredte, ovale og brune med mørkebrune, hårede skælrande (meget lig æbleknopper).
Bladene er aflangt ægformede eller elliptiske med hel (ganske fint takket), lidt bølget rand og forsænkede ribber. Oversiden er græsgrøn med ganske få hår, mens undersiden er lysegrøn med tæt hårklædning. Høstfarven er gulbrun. Blomstringen sker i maj, hvor de store hvide blomster ses enkeltvis i bladhjørnerne. Frugterne ligner stenhårde, brune tjørnebær i overstørrelse. “Blomsten” er blivende, som hos Tjørn og Æble, men arret er meget åbent og viser de 5 stenhårde kerners øverste ende. Frugterne modner ikke ordentligt i Danmark, og frøene er som regel tomme.
Træet forhandles i Danmark som podede planter på grundstammer af Hvidtjørn. Roden er altså lig med denne plantes rod.
Højde x bredde og årlig tilvækst: 4 x 5 m (30 x 40 cm/år).

## Hjemsted
Mispel er udbredt i de blandede løvskove fra Balkanlandene over Lilleasien til Kaukasus og Iran. Typiske ledsageplanter er f.eks. Valnød, Ægte Kastanje, Avnbøg, Humlebøg, Frynse-Eg, Tarmvrid-Røn, Aksel-Røn og Sølv-Lind.

## Anvendelse
Frugten er først spiselig i november, når den begynder at blive lidt blød og at dufte af portvin. Hvis ikke den modner, pluk ved første frost og opbevar et køligt sted i to uger. Så snart de modner skal de bruges inden for et par dage. Frugterne kan anvendes fx til syltetøj, gele eller sirupsagtig sovs til desserter m.m.. Smagen er et sted mellem dadler og bagt æble. De siges at kunne spises rå efter, at de har fået frost, men smagen er meget besk og snerpende.
- Vækstform
- Blomst
- Frugt